# Pfarrkirche Viehdorf

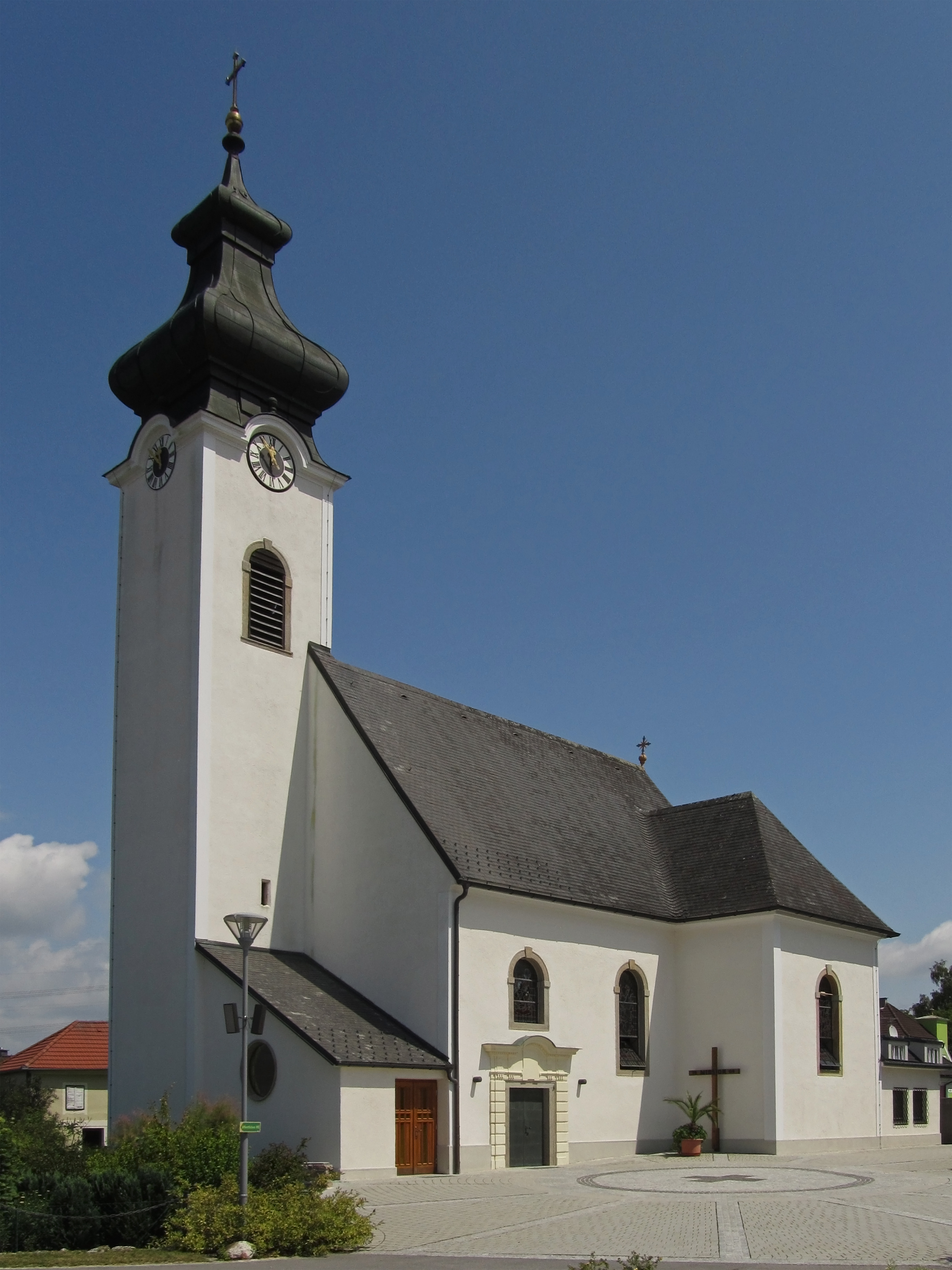
Katholische Pfarrkirche Hll. Peter und Paul in Viehdorf

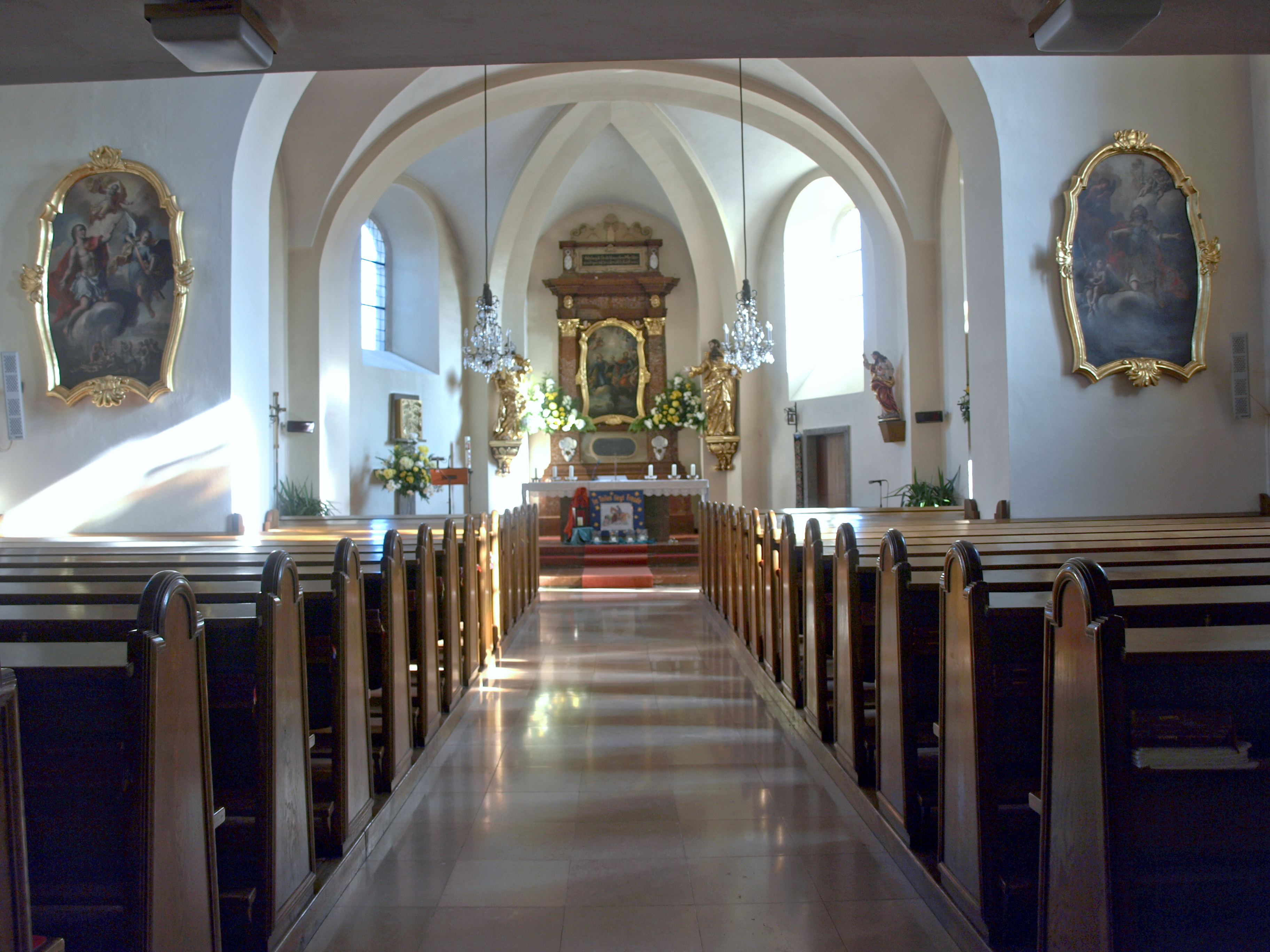
Langhaus, Blick zum Chor

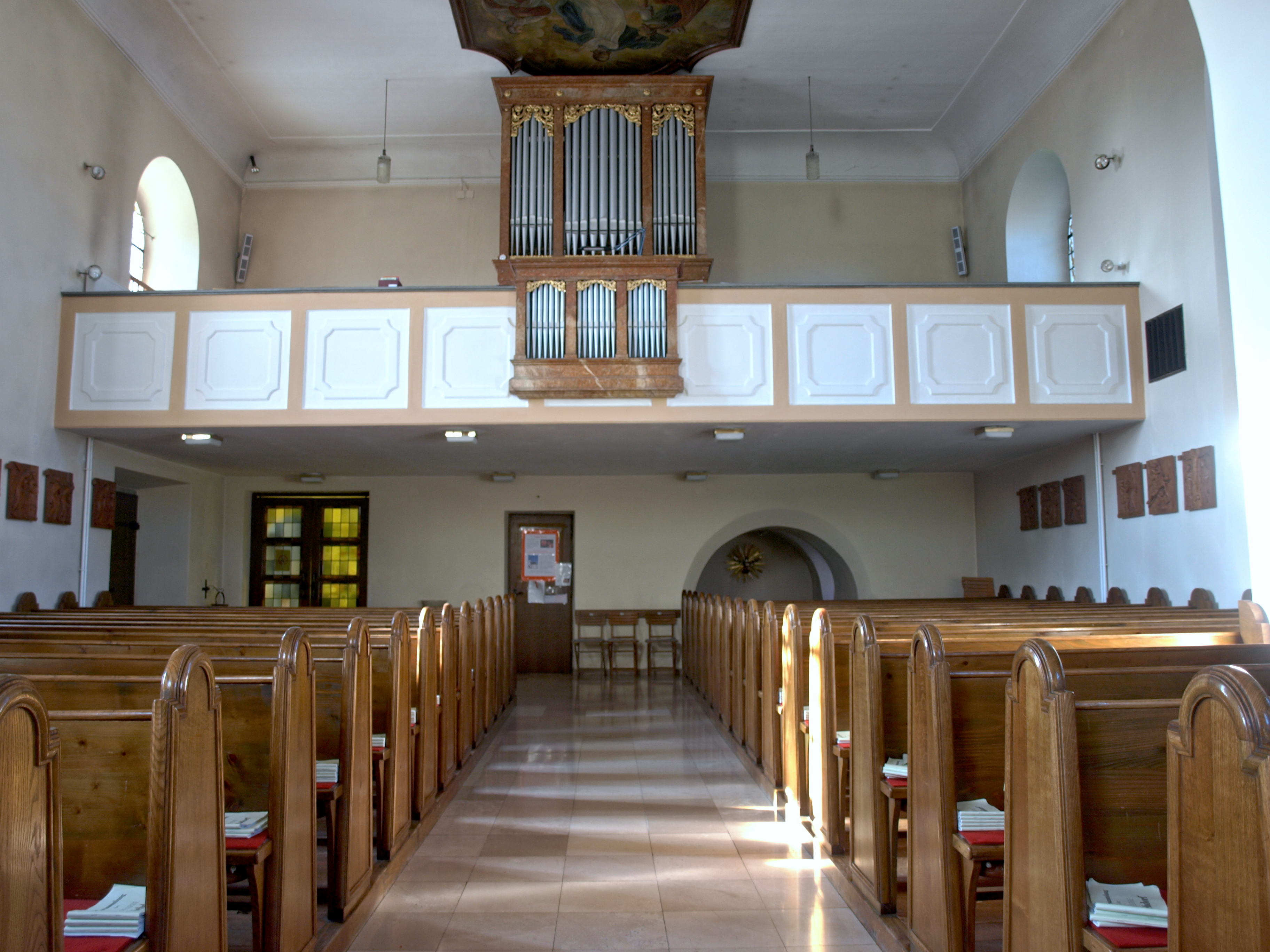
Langhaus, Blick zur Orgelempore (Orgel inzwischen ersetzt)

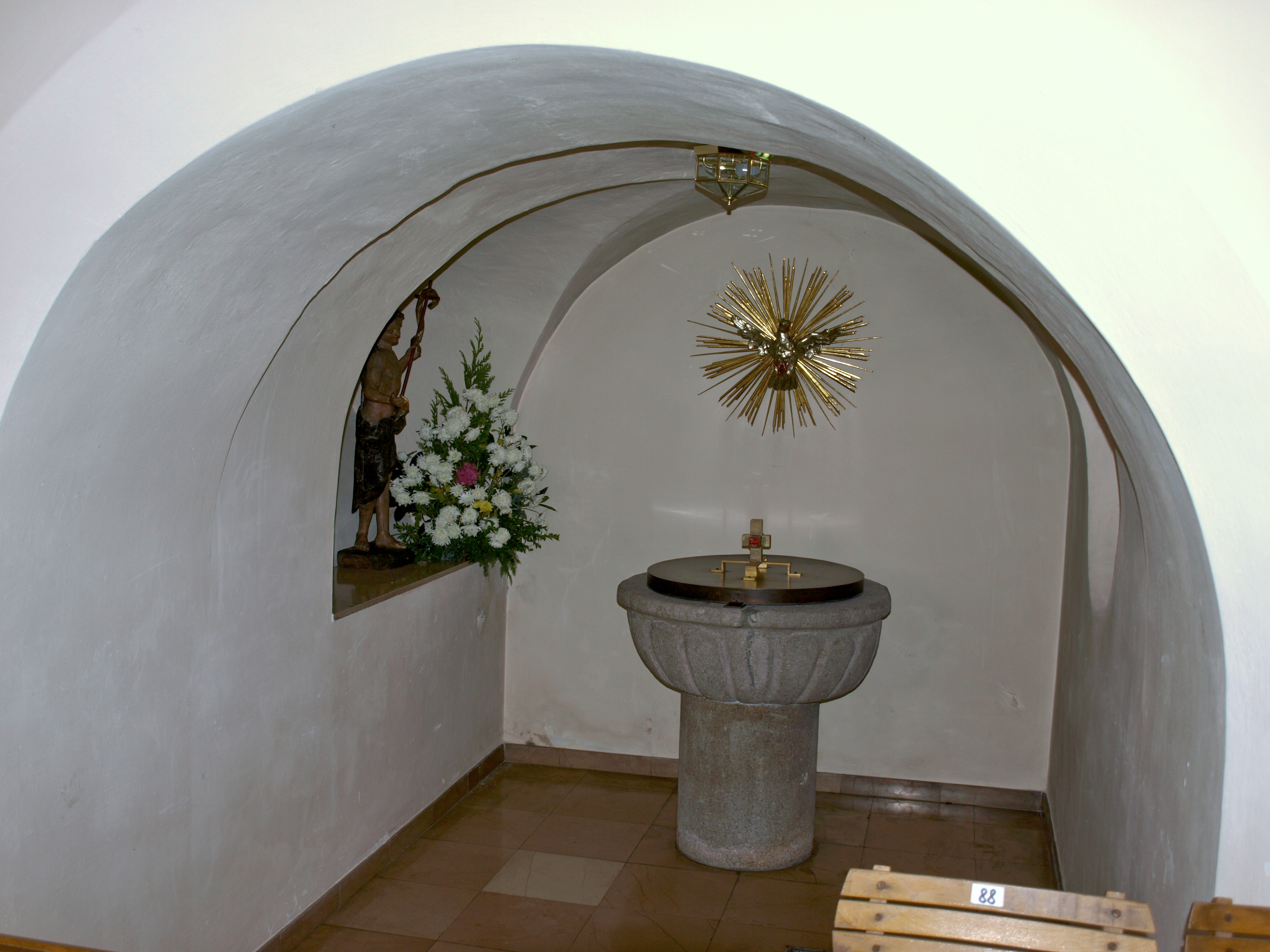
Taufkapelle im Turmerdgeschoß

Die Pfarrkirche Viehdorf steht auf leicht nach Norden abfallendem Terrain im Ortszentrum der Gemeinde Viehdorf im Bezirk Amstetten in Niederösterreich. Die dem Patrozinium Hll. Peter und Paul unterstellte römisch-katholische Pfarrkirche gehört zum Dekanat Amstetten der Diözese St. Pölten. Die Kirche steht unter Denkmalschutz (Listeneintrag).

## Geschichte
Urkundlich war 1128 die Kirche eine Vikariat der Pfarrkirche Amstetten-St. Stephan, urkundlich wurde 1312 ein Pfarrer genannt. Von 1577 bis 1627 war die Kirche protestantisch. 1775 wurde die Kirche zur Pfarrkirche erhoben.
Der protestantische Vorgängerbau aus dem Anfang des 17. Jahrhunderts wurde 1749 umgebaut und geweiht. 1965/1966 wurde die Kirche nach den Plänen des Architekten Alois Stögerer umgebaut.

## Architektur
Die barocke Saalkirche mit querhausartigen Anbauten hat einen wohl im Kern gotischen Chor und einen aus der Achse gerückten Westturm.
Das Kirchenäußere zeigt Fenster mit Keilsteinrahmung. An der Südseite des Langhauses befindet sich ein klassizistisches Triglyphen-Rustika-Portal. Der Chor schließt mit einem Dreiseitschluss. Der im Kern mittelalterliche Turm hat ein barockes Glockengeschoß mit Uhrengiebeln unter einem wuchtigen Doppelhaubenhelm aus 1875.
Das Kircheninnere zeigt ein querrechteckiges Langhaus unter einer Flachdecke mit einem weit vorkragenden Orgelemporeneinbau aus 1965/1966. Der breite Triumphbogen ist rundbogig. Der einjochige kreuzgratgewölbte Chor hat breite nach innen geknickte Mauerbänder als Trennung der Polygonkappen und längsrechteckige Chorseitenkapellen mit hohen Scheidbögen. Im Turmerdgeschoß befindet sich die Taufkapelle. Unter dem Langhaus befindet sich eine Gruft aus 1609.
Die figurale Glasmalerei entstand 1951/1957.

## Ausstattung
Der Hochaltar mit einem dreiteiligen Aufbau mit Pilasterrahmung und verkröpftem Gebälk nennt im Aufsatz 1749, er zeigt das Altarblatt Peter und Paul aus der Mitte des 18. Jahrhunderts, in der Predellenzone Epitaph des Johann von Greiffenberg 1608 im ovalen Rahmen. Der freistehende Altartisch ist aus 1959.
Die Orgel baute Orgelbau Kögler 2014. Glocken nennen 1948 und 1949.

## Grabdenkmäler
- In der linken Seitenkapelle Epitaph Christoff Ferdinand Ernstinger gestorben 1597 mit einem besonders fein gearbeiteten Relief Auferstehung Christi im gerahmten Mittelfeld mit Verstorbener vor Gekreuzigtem. Drei Epitaphien der Familie Rißenfels, Ferdinand Heinrich gestorben 1762, Emmanuel Heinrich 1785 und Anna Franziska 1772.